# Phonapate stridula
Phonapate stridula är en skalbaggsart som beskrevs av Pierre Lesne 1909. Phonapate stridula ingår i släktet Phonapate och familjen kapuschongbaggar. Inga underarter finns listade i Catalogue of Life.